# 内山理名
内山 理名（うちやま りな、1981年11月7日 - ）は、日本の女優。神奈川県南足柄市出身。元スウィートパワー所属。夫は俳優の吉田栄作。

## 略歴
高校1年の夏休み最後の日、自身の友人から紹介されて訪ねてきた芸能事務所スタッフによってスカウトを受けた。
1998年（平成10年）、「フロム・エー」（リクルート）のCMへの出演でデビューを果たす。女優としては同年、ドラマ『美少女H』（フジテレビ）にてデビュー。さらに翌年の連続ドラマ『美しい人』（日本テレビ）で田村正和の娘役を演じた。
2005年（平成17年）10月の『大奥〜華の乱〜』（フジテレビ）にて、連続ドラマ初主演を果たす。2008年（平成20年）にはシェークスピア原作・蜷川幸雄監督『リア王』のヒロイン・コーデリア役で初舞台を踏んだ。
23歳からヨガを始め、2010年代になると、ヨガの講師としても活動しており、RYT200やIBMA認定パーソナルヨガベーシックトレーナーなどの資格を習得している。2018年には、RYT500の資格を習得した。2019年には第6回ヨガピープルアワードの「ベスト・オブ・ヨギーニ」を受賞。
2017年には、11月から『マチ工場のオンナ』でNHKの連続ドラマに初主演を果たし、地上波のドラマとしては10年ぶりに主演を務めた。
2021年11月21日、俳優の吉田栄作と4年間の交際を実らせて結婚したことを明らかにした。吉田は再婚である。「一粒万倍日」だったこの日を選んで婚姻届を提出した。
2024年3月31日を以ってスウィートパワーを退所、以後は夫・吉田栄作の個人事務所に移籍し活動を続けることとした。

## 人物・エピソード
- 趣味は映画や演劇の鑑賞、アロマテラピー、ネイルアート、乗馬など。
- 特技は料理と書道。料理は自ら健康レシピを考え、家族や共演者とレシピを交換をしている。得意料理はバナナケーキ。料理好きの延長で、2019年からは農業を本格的に学び始めた[14]。書道は七段の腕前で、2005年の『笑っていいとも!春・秋の祭典スペシャル』（フジテレビ）でその達筆ぶりを披露している。
- 好きな色は青。
- 雑誌の対談で知り合った片瀬那奈とは生年月日が同じであり、互いに「一生の友達」と公言する親友関係。その他に沢尻エリカ、加賀美セイラらとも親交がある[15]。
- シェイクスピア作品にも関心があり、休暇で英国に1カ月間滞在していた時には、資料などを展示しているシェイクスピア記念館に立ち寄ったり、翻訳しながら英語を勉強していた。
- 映画『ゆらり』公開直前トークイベントでは幼い子どもを育てるシングルマザーを演じた自身について「なぜかシングルマザー役が多い。幸せな役をあまり演じたことがない」と明かし、周囲にいた者を笑わせていた[16]。
- 美肌の秘訣は「常にクリアな状態を保つこと」[17]。

## 出演

### テレビ

#### 連続ドラマ
- なにさまっ!（1998年10月 - 12月、TBS） - 渡辺瑞希 役
- すずらん 第2 - 9話（1999年4月 - 10月、NHK） - 常盤明子（少女期） 役
- L×I×V×E（1999年4月 - 6月、TBS） - 松原知恵 役
- コワイ童話〜シンデレラ〜（1999年4月 - 5月、TBS） - 主演・橘あゆみ 役
- 美しい人（1999年10月 - 12月、TBS） - 岬圭子 役
- QUIZ（2000年4月 - 6月、TBS） - 薫 役
- バスストップ（2000年7月 - 9月、フジテレビ） - 宮前祭 役
- 編集王 第2話ゲスト（2000年10月17日、フジテレビ） - 山手さゆり 役
- ストロベリー・オンザ・ショートケーキ（2001年1月 - 3月、TBS） - 沢村遥 役
- ルーキー!（2001年4月 - 6月、関西テレビ） - 佐藤佳織 役
- ハート 第3話ゲスト（2001年9月17日、NHK） - 星野麻紀 役
- ハンドク!!!（2001年10月 - 12月、TBS） - 小島道子 役
- ウエディングプランナー SWEETデリバリー 第1 - 4話ゲスト（2002年4月 - 5月、フジテレビ） - 藤波千鶴 役（友情出演）
- 武蔵 MUSASHI（2003年1月 - 12月、NHK） - 朱実 役
- GOOD LUCK!!（2003年1月 - 3月、TBS） - 深浦うらら 役
- 元カレ（2003年7月 - 9月、TBS） - 早川菜央 役
- FIRE BOYS 〜め組の大吾〜（2004年1月 - 3月、フジテレビ） - 園田まひる 役
- 離婚弁護士II〜ハンサムウーマン〜 第1話ゲスト（2005年4月19日、フジテレビ） - 倉田麻美 役
- 大奥〜華の乱〜（2005年10月 - 12月、フジテレビ） - 主演・安子 役
- 嫌われ松子の一生（2006年10月 - 12月、TBS） - 主演・川尻松子 役
- 生徒諸君!（2007年4月 - 6月、ABC・テレビ朝日） - 主演・北城尚子 役
- 相棒（テレビ朝日） - 早瀬茉莉 役（ゲスト）
  - season8 第1話（2009年10月14日）
  - season9 最終回（2011年3月9日）
  - season14 第10話（2016年1月1日）
- 君たちに明日はない 第3話ゲスト（2010年1月30日、NHK） - 倉橋なぎさ 役
- 悪党〜重犯罪捜査班（2011年1月 - 3月、テレビ朝日） - 飯沼玲子 役
- Love...so do I ミライヘノキセキ（2012年3月、IMAGICA BS） - 主演・平原奈津美 役
- 都市伝説の女 第1話ゲスト（2012年4月13日、テレビ朝日） - 関口千穂 役
- サマーレスキュー〜天空の診療所〜 第2話、第3話ゲスト（2012年7月15日、22日、TBS） - 佐藤朋子 役
- 捜査地図の女（2012年10月 - 12月、テレビ朝日） - 河本麻里 役
- そこをなんとか 第1話ゲスト（2012年10月21日、BSプレミアム） - 安斉貴子 役
- 雲霧仁左衛門（2013年10月 - 11月 、BSプレミアム） - 七化けのお千代 役
  - 雲霧仁左衛門2（2015年2月 - 3月）
  - 雲霧仁左衛門3（2017年1月 - 2月）
  - 雲霧仁左衛門4（2018年9月 - 10月）
  - 雲霧仁左衛門5（2022年1月 - 3月）
- ハニー・トラップ（2013年10月 - 12月、フジテレビ） - 中川薫 役
- 不便な便利屋 第4話ゲスト（2015年5月1日、テレビ東京） - 枝田 役（友情出演）
- 花咲舞が黙ってない 第2シリーズ 第3話ゲスト（2015年7月22日、日本テレビ） - 吉川恭子 役
- ホテルコンシェルジュ 第9話、最終話ゲスト（2015年9月15日、22日、TBS） - 椿美麗 役
- ノンママ白書（2016年8月 - 9月 、東海テレビ） - 野村佳奈 役[18]
- 嫌われる勇気 第5話ゲスト（2017年2月9日、フジテレビ） - 霧島塔子 役
- 警視庁・捜査一課長 season2 第8話ゲスト（2017年6月8日、テレビ朝日） - 桜川彩華 役[19]
- あいの結婚相談所 第3話ゲスト（2017年8月11日、テレビ朝日） - 小津祥子 役
- マチ工場のオンナ（2017年11月24日 - 12月29日、NHK） - 主演・有元光 役[20]
- 執事 西園寺の名推理 第1話ゲスト（2018年4月13日、テレビ東京） - 奥村香澄 役
- フルーツ宅配便 第1話ゲスト（2019年1月11日、テレビ東京） - ゆず 役
- 家売るオンナの逆襲 第6話ゲスト（2019年2月13日、日本テレビ） - 八十多つぐみ 役
- ラジエーションハウス〜放射線科の診断レポート〜 第3話ゲスト（2019年4月22日、フジテレビ） - 葉山今日子 役
- ひきこもり先生 第2話ゲスト（2021年6月21日、NHK） - 坂本ユキ 役
- IP～サイバー捜査班 第8話、最終話ゲスト（2021年9月9日、16日、テレビ朝日） - 桐子香澄 役
- 最果てから、徒歩5分（2022年10月1日 - 11月26日、BSテレビ東京・BSテレ東4K） - 白石夕雨子 役
- 法廷のドラゴン 第6話ゲスト（2025年2月21日、テレビ東京） - 宇津木桐枝 役[21]

#### 単発ドラマ
- 美少女H（1998年、フジテレビ）
  - 第11話「My Dear Boy」
  - 第13話「彼のお家で××」 - 主演
- 24時間テレビ21愛は地球を救う チャリティードラマ'98 「心の扉」（1998年8月22日、日本テレビ） - 佐藤江里 役
- 痛快!バツイチ・トリオ 女だけの便利屋事件簿2（1998年9月21日、TBS） - 栗原亜美 役
- 結婚ラプソディ〜狂"騒"曲〜 前・後編（1999年1月9日・16日、NHK） - 藤堂美雪 役
- イントゥルーダー 見知らぬ息子は犯罪者（1999年12月4日、ABC） - 羽嶋明美 役
- 学校の怪談 春の呪いスペシャル 「アサギの呪い」（2000年3月28日、関西テレビ） - 主演・水川綾 役
- SMAP×SMAP特別編 Smap Short Films 「ROLLING BOMBER SPECIAL」（2001年4月9日、関西テレビ）
- 慎吾ママ夏休みドラマスペシャル 「おっはーは世界を救う!2」（2001年8月31日、フジテレビ） - 小池花火 役
- 夏の王様（2001年11月20日、NHK） - 主演・水沢真穂 役
- 世にも奇妙な物語（フジテレビ）
  - '02春の特別編 「無視ゲーム」（2002年3月27日） - 主演・未和子 役
  - ～2006秋の特別編～ 「猫が恩返し」（2006年10月2日） - 主演・柏木絵美 役
  - '17春の特別編 「しりとり家族」「しりとり家族ふたたび」（2017年5月29日） - 村上圭子 役
- 青に恋して! 〜サッカー通と4人の美女の物語〜 第2夜（2002年5月14日、フジテレビ） - 財前かおり 役
- かまいたちの夜（2002年7月3日、TBS） - 主演・野村真理 役
- ほんとにあった怖い話 春の恐怖ミステリー 「オープニング〜婆、去れ」（2003年4月8日、フジテレビ） - 主演・金山裕美 役
- 恋する日曜日 第10話「ロンリィザウルス」（2003年6月8日、BS-i） - 主演・横山美保 役
- 怪談新耳袋 第1シリーズ（2003年、BS-i） - 主演・林田理香 役
  - 第1回「エレベーター」
  - 第14回「さとり」
  - 第15回「待ち時間」
- ひまわり〜桶川女子大生ストーカー殺人事件〜（2003年12月13日、テレビ朝日）
- 竜馬がゆく（2004年1月2日、テレビ東京） - おりょう 役
- 恋のから騒ぎドラマスペシャル 「海に落とされた女」（2004年9月25日、日本テレビ） - 主演・宝田満子 役
- あの日にかえりたい。東京キャンティ物語（2004年10月10日、日本テレビ） - 主演・山口紗代 役
- 新札発行記念ドラマ『樋口一葉物語』（2004年11月1日、TBS） - 主演・樋口一葉 役
- 星野仙一物語 〜亡き妻へ贈る言葉（2005年1月2日、TBS） - 星野亜紀 役
- 棟居刑事の捜査ファイル～ガラスの恋人（2005年1月29日、テレビ朝日） - 水城春菜 役
- NHKスペシャル 司法大改革 「あなたは人を裁けますか ドラマ編」（2005年2月9日、NHK） - 戸田香奈 役
- 明智小五郎VS金田一耕助（2005年2月26日、テレビ朝日） - 山下亮子 役
- 学校へ行こう!特別ドラマ 「母さんのラブ・ストーリーズ〜Episode1 有多子の恋〜」（2005年3月8日、TBS） - 主演・有多子 役
- プロポーズ 世界で一番しあわせな言葉 〜episode3 婿入りの日〜（2005年6月29日、日本テレビ） - 林田美紀 役
- 怪談スペシャル 「化猫」（2005年8月2日、フジテレビ） - 主演・みつ 役
- 生と死を分けた理由…アース・クエイク 平成18年春・東京大震災（2006年4月3日、日本テレビ） - 主演・水野はる奈 役
- メッセージ〜伝説のCMディレクター・杉山登志〜（2006年8月28日、毎日放送） - 松本佐和 役
- 僕たちの戦争（2006年9月17日、TBS） - 沢村文子 役
- 恋する日曜日 第3シリーズ 2ndシーズン 第1話「尽くす女の恋」（2007年4月7日、BS-i） - 主演・水谷由希 役
- ドラマW孤独の歌声（2007年11月11日、WOWOW） - 主演・朝山風希 役
- 松本清張 点と線（2007年11月24日・25日、テレビ朝日） - 鳥飼つや子 役
- 夏樹静子サスペンス特別企画四文字の殺意「ひめごと」（2008年2月6日、テレビ東京） - 主演・深井みづき 役
- 三十万人からの奇跡〜二度目のハッピーバースディ〜（2008年3月26日、テレビ東京） - 主演・中川直子 役
- 柳生一族の陰謀（2008年9月28日、テレビ朝日） - 出雲の阿国 役
- 母恋ひの記（2008年12月13日、NHK） - 右近 役
- 松本清張生誕100年特別企画 疑惑（2009年1月24日、テレビ朝日） - 裁判官 役（友情出演）
- 大仏開眼（2010年4月3日・10日、NHK） - 吉備由利 役（語り）
- 東野圭吾3部作スペシャルブルータスの心臓（2011年6月17日、フジテレビ） - 雨宮康子 役
- だましゑ歌麿Ⅱ（2012年9月15日、テレビ朝日） - お妙 役
- ドルチェ（2012年10月12日、フジテレビ） - 浜田知美 役
- 松本清張没後20年 ドラマスペシャル 十万分の一の偶然（2012年12月15日、テレビ朝日） - 布川麻奈美 役
- 女優 麗子〜炎のように（2013年3月6日、テレビ東京） - 主演・大原麗子 役
- 劇作家・井上ひさし 誕生の物語（2013年12月15日、BSプレミアム） - 井上好子 役
- 「黄金のバンタム」を破った男〜ファイティング原田物語〜（2014年2月22日、フジテレビ） - 原田サダエ 役
- 所轄魂（2015年9月20日、テレビ朝日） - 池田真美子 役[22]
- 佐武と市捕物控（2015年12月19日、BS日テレ） - おつう 役
- 黒の斜面（2016年1月24日、テレビ朝日） - 川上妙子 役[23]
- 税務調査官・窓際太郎の事件簿30（2016年4月11日、TBS） - 木島華子 役
- 湯けむりバスツアー 桜庭さやかの事件簿7（2016年5月23日、TBS） - 高根沢智子 役
- 湊かなえサスペンス『望郷』「雲の糸」（2016年9月28日、テレビ東京） - 磯貝亜矢 役
- 警視庁強行犯 樋口顕3「烈火」（2016年12月21日、テレビ東京） - 藤井麻奈 役
- 西村京太郎トラベルミステリー68「山形・陸羽西線に消えた女」（2017年9月20日、テレビ朝日） - 小野寺由美子 役
- 今野敏サスペンス「確証〜警視庁捜査三課」（2017年11月6日、TBS） - 武田秋穂 役
- 船越英一郎殺人事件（2018年8月24日、フジテレビ） - 柳万奈美役 役
- 特命おばさん検事！花村絢乃の事件ファイル スペシャル（2019年12月20日、テレビ東京） - 池澤千晶 役
- ドラマスペシャル 私刑人〜正義の証明（2020年2月9日、テレビ朝日） - 吉尾恵美 役[24]
- 越境捜（2020年4月20日、テレビ東京） - 伊藤順子 役
- 実録ドラマ 3つの取調室〜埼玉愛犬家連続殺人事件〜（2020年10月4日、フジテレビ） - 風間博子 役[25]
- ホテルマン東堂克生の事件ファイル〜八ヶ岳リゾート殺人事件〜（2022年1月22日、BS-TBS） - 高梨薫 役

#### バラエティ番組
- ファイトTV24・やればできるさ!（2001年6月30日、TBS） - メインパーソナリティ

#### ドキュメンタリーほか
- 内山理名の英国紀行お城で貴族と（秘）デート（2004年、フジテレビ）
- 世界の絶景100選 第2回（2004年、フジテレビ）
- 夢の扉 〜NEXT DOOR〜 第5回，第6回（2004年、TBS）
- 内山理名VS勝村政信炎のカウボーイ奮闘記（2005年、フジテレビ）
- サイエンスミステリー それは運命か奇跡か!?〜DNAが解き明かす人間の真実と愛〜 第4回（2006年、フジテレビ）
- 絶景!世界遺産の宿〜大和撫子たちのフロンティア物語〜（2006年、テレビ東京）
- ディズニー・オン・アイススペシャル内山理名がゆくディズニー・オールスター・パレード（2007年、日本テレビ）
- 京都もうひとつの歴史 世界を虜にしたRimpaと若冲～知られざる美の系譜を探る!〜内山理名と巡る 京都もうひとつの歴史（2007年、テレビ大阪）
- 新説!?みのもんたの日本ミステリー!4〜失われた真実に迫る!（2008年3月、テレビ東京）
- 内山理名が往く 歴史ROMAN 産業遺産（2008年10月4日 - 2009年3月21日、CS放送・日経CNBC・一部のTXN系列）
- エチカの鏡〜ココロにキクテレビ〜（2008年10月19日、フジテレビ）
- シヤチハタSPECIAL“印”の国2000年の旅〜歴史を動かした7つのハンコ〜（2009年4月18日、BS朝日）
- 都のかほりSP　彩りの古都をゆく～1300年目の秋　奈良と赤の物語～（2010年9月18日、テレビ朝日）
- 3か月トピック英会話・聴く読むわかる!英文学の名作名場面（2010年9月29日 - 12月31日、NHK教育テレビ）
- 都のかほりSP　彩りの古都をゆく〜冬の京都 静寂と温もりに包まれた美〜（2010年12月11日、テレビ朝日）
- 都のかほりSP  彩りの古都をゆく～京都の美　七つの物語～（2011年4月16日、テレビ朝日）
- 都のかほりSP  彩りの古都をゆく～極上の秋　京都もみじ紀行～（2011年10月22日、テレビ朝日）
- 情熱スペイン・アンダルシア 地中海の魅惑に誘われて（2013年1月27日、BS朝日） - ナレーター
- 千の川物語〜にっぽん美しき水風景（2013年4月1日 - 2013年9月23日、BSジャパン） - ナレーター
- ヨーロッパ水風景（2013年6月2日、BSジャパン / 2013年6月3日 - 7日、テレビ東京）
- 100分de名著 『おくのほそ道』（2013年10月2日 - 23日、NHK-Eテレ）

### ネットドラマ
- いつか、そうで、あった、ような（2003年8月、角川書店他） - 主演・如月まどか 役
- 手を握る泥棒の物語（2004年2月、角川書店他） - 主演・流花 役
- ラブ・コレ 東京Love Collection（2006年3月 - 5月、GyaO） - 主演・原彩果 役
- 5年後のラブレター（2010年5月 - 7月、BeeTV） - 主演・志村奈緒 役
- 電報が結ぶ物語「電報日和」第8話「結婚式」（2012年4月、フジテレビ） - 主演・宮本さくら 役
- あなたに逢いたい（2015年3月20日、dビデオ® powered by BeeTV） - 主演・美香 役[26]
- ROAD TO EDEN（2017年10月 - 12月、フジテレビオンデマンド、2018年1月 - 3月、フジテレビ） - エヴァ 役
- 死神さん 第1話ゲスト（2021年9月17日 、Hulu） - 星乃佐智子 役

### 映画
- GO-CON!（2000年、つんくタウンFILMS） - 宮本純 役
- サトラレ TRIBUTE to a SAD GENIUS（2001年、東宝） - 川上めぐみ 役
- 卒業（2003年、東宝） - 主演・杉田麻美 役
- α -Jam Films S-（2004年、ファントム・フィルム） - 主演
- 深紅（2005年、東映） - 主演・秋葉奏子 役
- 怪談新耳袋 ノブヒロさん（2006年、パンドラ） - 主演・里中悦子 役
- 悲しいボーイフレンド（2009年、ジョリー・ロジャー） - 沖野 役
- 遠くの空（2010年、スタイルジャム） - 主演・松木美江 役
- 心中天使（2011年、マコトヤ） - 猫を抱く女 役
- 恐竜を掘ろう（2013年、東京テアトル） - 松本幸子 役
- 駆込み女と駆出し男（2015年、松竹） - 戸賀崎ゆう 役
- ゆらり（2017年、ベストブレーン） - 主演・木下ゆかり 役（岡野真也とのダブル主演）[27]
- single mom 優しい家族。a sweet family（2018年、渋谷プロダクション） - 主演・空愛実 役[28][29]
- 未来へのかたち（2021年、スターキャット） - 高橋幸子 役

#### 吹き替え
- パールハーバー（イヴリン・ジョンソン〈ケイト・ベッキンセイル〉）※テレビ朝日版

### 舞台
- リア王（2008年1月 - 2月、さいたま芸術劇場・梅田芸術劇場） - コーディリア 役
- その男（2009年4月 - 5月、東京芸術劇場・新歌舞伎座） - 礼子 役[30]
- エブリ リトル シング'09（2009年8月10日 - 16日、銀河劇場） - 主演・星野 役
- 天璋院篤姫（2010年2月4日 - 24日、明治座） - 主演・篤姫 役
- 朗読劇 私の頭の中の消しゴム（2010年5月30日・31日、ル テアトル銀座）
- 醜男（2010年7月2日 - 12日・15日、世田谷パブリックシアター・サンケイホールブリーゼ） - ファニー 役
- アマデウス（2011年11月 - 12月、ル テアトル銀座他） - コンスタンツェ 役
- 朗読劇 『宮沢賢治が伝えること』（2012年5月27日、世田谷パブリックシアター）
- 朗読劇「LOVE LETTERS」（2013年3月11日、パルコ劇場）
- 朗読劇「辻仁成 その後のふたり」（2013年4月 - 5月、天王洲 銀河劇場・兵庫県立芸術文化センター） ｰ 七海 役
- 朗読劇「Re：」～Session 3～（2013年4月17日、CBGKシブゲキ！！）
- 夕－ゆう－（2014年7月 - 9月、池袋サンシャイン劇場他） - 主演・三上夕 役
- 朗読劇「天国のあなたへ、つたえたい心の手紙」（2016年9月、カメリアホール）

### ラジオ
- フライデーズキングTake2（TOKYO FM、1999年7月 - 2001年3月）
- 理名と遥歩のSweet Young（文化放送、1999年10月 - 2000年5月、直瀬遥歩とのトーク番組）
- 内山理名のOpen Your Eyes（TOKYO FM、1999年10月 - 2001年3月）
- 内山理名 恋のカタチ。（ニッポン放送、2002年4月 - 2003年3月、5分ほどのミニ番組）
- 内山理名のSweet Life（TOKYO FM、2010年4月 - 2015年3月）
- SOUNDS OF STORY〜ASADA JIRO LIBRARY〜　「花や今宵」（2013年3月23日、J-WAVE）[31]
- FMシアター （NHK-FM、ラジオドラマ）
  - 「夏の午後、湾は光り、」（2015年3月21日） - 友里 役[32]
  - 「満天のゴール」前編・後編（2018年2月17日・24日） - 主演・川岸奈緒 役[33]
  - 「昭和から来た男」（2022年4月2日） - 悦子 役[34]

### CM
- リクルート「フロム・エー（FROM A）」（1998年）
- NTT「サンクスフェア'98冬」（1998年）
- トミー ポラロイド「Xiao-シャオ-」（1998年 - 1999年）
- NTT「'99春わくわく新生活フェア」（1999年）
- エフティ資生堂「naturgoシリーズ」（1999年 - 2001年）
- 森永乳業「スイスエミー・なめらか発酵ヨーグルト」（1999年 - 2001年）
- 味の素「クノール カップスープ」（1999年秋 - 2002年）
- 国民生活金融公庫（1999年 - 2000年）
- アサヒ飲料「旨茶」（2001年 - 2003年）
- 資生堂「肌水エア」（2001年 - 2003年）
- ブルボン「チョトス」（2001年 - 2003年）
- 日本赤十字社「献血イメージキャラクター」（2001年 - 2002年）
- 味の素「クノールカップスープパスタ」（2001年 - 2003年）
- 地方銀行 モビット系カードローン イメージキャラクター（2006年 - 2014年8月）
- 太田胃散
  - 「太田胃散＜A錠剤＞」（2009年 -2015年）
  - 「太田胃散整腸薬」（2012年 - 2015年）
- 総務省「違法電波利用禁止キャンペーン」（2009年）
- カゴメ 野菜生活100（2012年）
- 日産ドラマinドラマ「バカリー・トラップ」（2013年） - 中川薫 役
- 日本HP×ノンママ白書コラボCM（2016年）
- ヘルスケアアプリFiNCオフィシャルサポーター（2018年3月 - )

### 広告
- 警察庁「2000年人事募集ポスター」（2000年）
- 消防庁「全国消防長会 春の火災予防運動用防火ポスター」（2000年） ※スチルのみ
- 警察庁「2001年ポケットカレンダー」「秋の全国交通安全運動ポスター」（2001年）
- 中央労働災害防止協会「全国労働衛生週間ポスター」（2004年）
- 最高裁判所「裁判員制度」広報(2005年）
- 国土交通省「自動車点検整備推進運動」（2007年）
- クレオ「筆まめVer.18」（2007年）
- LPガス推進ポスター（2008年）
- 朝日新聞 広告特集「彩食健美Life」Vol.1（2011年5月31日夕刊別刷り）
- 朝日新聞 広告特集 フォーエバーマーク「こだわりを、輝きに。 2」 - 「ありがとう」を言葉に（2013年3月21日夕刊）

## 書籍・作品

### 写真集
- ファースト写真集「R-157」（1999年12月、角川書店）ISBN 978-4-04-853133-7
- セカンド写真集「撮られちゃった。」（2000年11月、講談社）ISBN 978-4-06-330112-0
- サード写真集「Unusual-普通じゃない-上・下」（2001年1月、近代映画社）
- ハタチの赤（2001年11月、角川書店） ISBN 978-4-04-853454-3
- カラーPHOTO BOOK「橙の記憶」「白の記憶」「青の記憶」（2001年12月、角川書店） ISBN 978-4-04-853456-7
- UN-USUAL祝祭劇場（2006年10月、アスコム）

### エッセイ
- 親愛なる貴方へ…（2004年4月、ぴあ）

### ガイド本
- よくばり京あそび 内山理名のうれしい・たのしい京都歩き（2004年4月、ぴあ）

### VHS・DVD
- ファーストビデオ&DVD「もうひとつのR-157『卒業』」（2000年7月5日、ポニーキャニオン）
- セカンドビデオ&DVD「『見られちゃった。』内山理名〜ON⇔OFF〜」（2001年5月25日、パイオニアLDC）
- 3rd DVD「TWO RINA」（2003年7月30日、ソニー・ミュージック）
- 4th DVD「黄昏」（2006年10月20日、ラインコミュニケーション）
- 5th DVD「魔笛」（2006年10月20日、ラインコミュニケーション）

### その他
- 女優ミラー（2008年11月）
- ヨガジャーナル日本版 （2017年 - 2018年）雑誌連載

## 受賞歴
- 二十歳のベスト・パール・ドレッサー（2002年）
- 第2回「ミントな人」賞（2002年）
- ヒロイン オブ ファッションダイヤモンド（2004年）
- 2006年エランドール賞 新人賞[35]
- 第5回きもの大賞（2007年）
- 第6回ヨガピープルアワード2019「ベスト・オブ・ヨギーニ」[9]